# Guillaume-Thomas Raynal
Pour les articles homonymes, voir Raynal.
Cet article possède un paronyme, voir Guillaume Weill-Raynal.
Guillaume-Thomas Raynal, né le 12 avril 1713 à Lapanouse et mort le 6 mars 1796 à Chaillot, est un historien, écrivain, penseur et français.

## Biographie

### Précepteur
Après des études chez les jésuites à Rodez, Raynal entre lui-même dans la Compagnie de Jésus puis devient prêtre en 1733. Professeur au collège de Pézenas, à Clermont puis à Toulouse, il quitte les jésuites en 1746 pour être nommé à l’église Saint-Sulpice à Paris où, il est également précepteur dans de grandes familles ce qui lui procure des relations dans le milieu parlementaire.

### Proche des protestants
Il vendit des sermons à des confrères moins inspirés que lui, et déclencha un scandale lorsqu’on découvre qu’il avait accepté d’inhumer des protestants en les faisant passer pour catholiques. L’abbé Raynal a d’ailleurs été fort lié tout au long de sa vie aux protestants par ses attaches familiales dans le milieu du négoce.

### Carrière littéraire
Il s'éloigna de Saint-Sulpice  et abandonna le sacerdoce, commence à fréquenter les salons de Claudine de Tencin puis de Marie-Thérèse Geoffrin, où il se fait connaître comme apôtre de la liberté. Il se constitua une petite fortune en imprimant lui-même ses œuvres dont il assura lui-même la diffusion. Il rédigea également des ouvrages de commande pour les grands de l’époque comme, par exemple le duc de Choiseul, ce qui lui valut d’être nommé, pour services rendus, directeur du Mercure de France en 1750. La même année, il devint membre de l'Académie royale des sciences et des lettres de Berlin.
Il commença à publier ses premiers textes dans les Nouvelles littéraires (1747-1755), qui servirent d’introduction à la revue Correspondance littéraire, philosophique et critique, réalisée avec Grimm et Diderot. Suivirent des ouvrages de politique et d’histoire publiés sur commande du gouvernement comme l’Histoire du Stadhoudérat (1747) et l’Histoire du Parlement d’Angleterre (1748).
Il publia plusieurs ouvrages historiques ou philosophiques.

### Adversaire du colonialisme
En 1770, fut publiée la première édition anonyme de son Histoire philosophique et politique des établissements et du commerce des Européens dans les deux Indes, véritable encyclopédie de l’anticolonialisme au XVIIIe siècle. Il s’agit d’un de ces « voyages philosophiques » à la mode à l’époque, abondamment documenté mais prétexte à réflexions sur la « loi naturelle » et dénonciations mordantes du despotisme, du cléricalisme, de l'esclavage des Noirs, ainsi que du colonialisme. L'ouvrage qui est une « machine de guerre » contre le pouvoir en place est aussi un outil de propagande en faveur de la Révolution outre-Atlantique et de la jeune république américaine. Pour la rédaction de cette encyclopédie qui décrit le monde il a recours à la collaboration d'une foule d'informateurs et autres écrivains tels que d'Holbach ou Diderot à qui on attribue une part importante des textes.
Interdite en 1772, l’Histoire des deux Indes fut à nouveau publiée par l’abbé Raynal dans une nouvelle édition en 1774, qui est immédiatement mise à l’Index par le clergé. C’est en 1780 qu’il publia sa troisième édition de l'Histoire des deux Indes, encore plus virulente que les deux précédentes et qu’il avoua implicitement comme étant de lui en y faisant graver son portrait en frontispice (cf. supra). Condamné par le Parlement de Paris, l’ouvrage fut brûlé par le bourreau en place publique, ce qui lui assura un succès considérable.

L’Histoire des deux Indes a également été l’occasion de la Lettre apologétique de l’abbé Raynal à Monsieur Grimm (1781) de Diderot. Dans cette lettre que Diderot n’a jamais envoyée, Diderot écrit : 

« Raynal est un historien comme il n'y en a point encore eu, et tant mieux pour lui, et tant pis pour l'histoire. Si l'histoire avait, dès les premiers temps, saisi et traîné par les cheveux les tyrans civils et les tyrans religieux, je ne crois pas qu'il en fussent devenus meilleurs ; mais ils en auraient été plus détestés, et leurs malheureux sujets  en seraient peut-être devenus moins patients… Le livre que j'aime et que les rois et leurs courtisans détestent, c'est le livre qui fait naître des Brutus… »

La gravure de son portrait en tête de la troisième édition de l’Histoire philosophique et politique des établissements et du commerce des Européens dans les deux Indes signe son ouvrage. Contraint à l'exil à la suite de la condamnation de l’ouvrage par le Parlement de Paris, en mai 1781, il se réfugie en Suisse où il fait ériger un monument à la gloire de la liberté (1783–1796) en hommage à Guillaume Tell. De là, il passe à la cour de Frédéric II de Prusse, puis à celle de Catherine II de Russie sans cesser de veiller à la réédition de son ouvrage.
Autorisé à revenir en France, en 1784, mais interdit de séjour à Paris, il s’installe à Toulon, puis à Marseille et devint fondateur de nombreux prix académiques et de bienfaisance qui prolongèrent le succès de son œuvre dans les grandes académies européennes. Il refusa de siéger aux États généraux de 1789 en invoquant son grand âge.
Seul philosophe survivant de la Révolution française, il dénonça les excès de ses disciples qui voyaient en lui un père fondateur. Dans sa Lettre à l’Assemblée nationale adressée le 31 mai 1791 il écrivait : « …j’ai parlé aux rois de leurs devoirs, souffrez qu’aujourd’hui je parle au peuple de ses erreurs ».
Même sous la Terreur, son prestige et sa popularité furent tels que les révolutionnaires ne voulurent pas lui faire subir le même sort qu'à une partie des Brissotins en octobre 1793 ; ils préférèrent le dénigrer en l’accusant de sénilité. Pressenti pour siéger comme membre de l’Institut de France en 1795, quelques mois avant sa mort, il prétexta de son grand âge pour refuser cette promotion.
Il mourut dans l'indifférence générale à Chaillot au no 1 de la rue des Batailles, le 6 mars 1796.

### Défenseur de la propriété
Dans ses écrits, Raynal se fait ardent défenseur du droit de propriété, « droit sacré et imprescriptible », face à ceux qui entendent le réguler. « Il faut qu’un particulier puisse laisser sa terre en friche, si cela lui convient, sans que l’administration s’en mêle. » Sans doute, il existe des hommes « qui, possesseurs d’une abondance qui suffirait à deux ou trois mille familles, ne sont occupés que d’en accroître la misère. Je n’en bénirai pas moins la force publique qui garantit le plus ordinairement ma personne et mes propriétés ». Partisan des thèses des physiocrates, il est convaincu que le laissez-faire est la meilleure voie pour le développement de la société, y compris au bénéfice des moins fortunés.

« C’est un bonheur pour une nation que le commerce, les arts et les sciences y fleurissent... Les arts multiplient les moyens de fortune et concourent, par une plus grande distribution des richesses, à une meilleure répartition de la propriété. »

Pourtant, Raynal pouvait critiquer durement les maux causés par les inégalités, et faire l'éloge de l'esprit communautaire des Incas, des Chinois, ou encore de la mission jésuite du Paraguay. Selon A. Lichtenberger, Raynal fut, avec Diderot, « le plus bel exemple du socialisme sentimental de l’époque ».

## Postérité
Il ne fut jamais député, mais bénéficia dans tout le monde révolutionnaire de son image d'anti-esclavagiste fervent, particulièrement après le décret du 16 pluviôse an II (4 février 1794). Son neveu, Simon Camboulas, conventionnel régicide, contribua, le 15 pluviôse an II (3 février 1794) à l'ouverture des débats du lendemain sur l'abolition de l'esclavage. Un tableau d’Anne-Louis Girodet représentant Jean-Baptiste Belley, l'un des deux premiers députés de couleur de Saint-Domingue à la Convention et dans les assemblées directoriales, le montre accoudé au buste de l'abbé Raynal.

## Publications
- Nouvelles douteuses (1747-1755)
- Histoire du Stadhoudérat (1747)

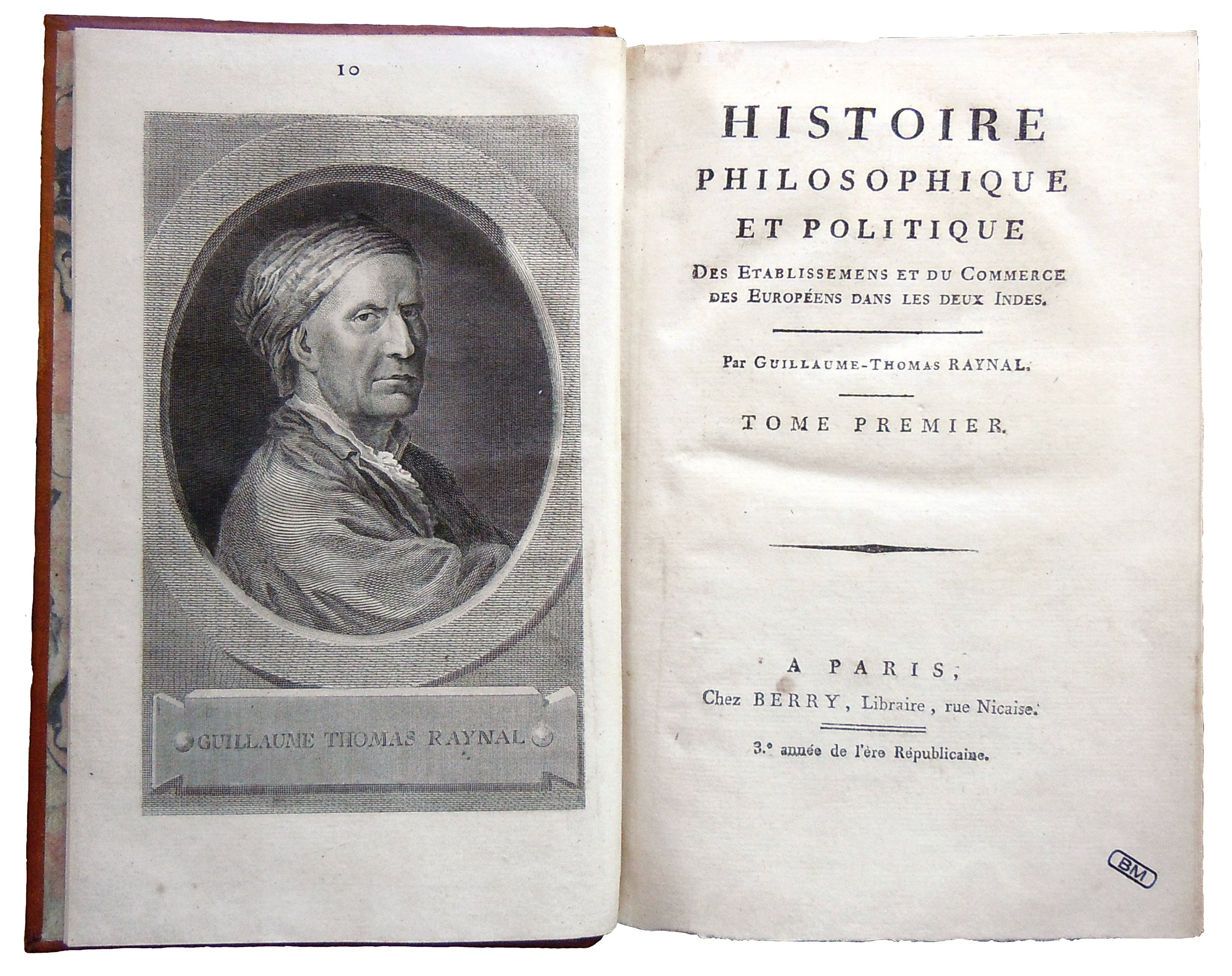
Histoire philosophique, 1794.

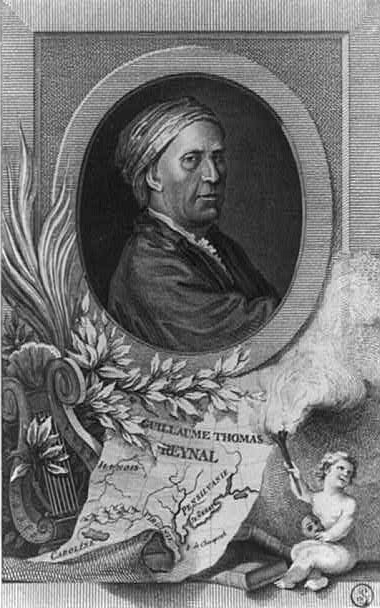
Portrait de Guillaume-Thomas Raynal orné d'une carte de Virginie.

- Histoire du Parlement d’Angleterre (1748)
- Mémorial de Paris (1749)
- Mercure de France (1750-1754)
- Anecdotes littéraires : ou Histoire de ce qui est arrivé de plus singulier & et de plus intéressant aux écrivains françois, depuis le renouvellement des lettres sous François Ier jusqu’à nos jours, Paris, 1750 ; 1756 (lire en ligne sur Gallica).
- Anecdotes historiques, militaires et politiques de l’Europe depuis l’élévation de Charles-Quint au thrône de l’Empire, jusqu’au traité d’Aix-la-Chapelle en 1748, Paris, 1753, 2 vol. (lire en ligne sur Gallica), t. 2 sur Gallica.
- École militaire, Paris, 1762, 3 vol (lire en ligne sur Gallica), t. 2 sur Gallica, t. 3 sur Gallica.
- Histoire du divorce de Henry VIII (1763)
- Histoire philosophique et politique des établissemens & du commerce des européens dans les deux Indes, Paris, 1770 ; 1774 ; 1780 ; 1820, 6 vol. (lire en ligne sur Gallica), t. 2 sur Gallica, t. 3 sur Gallica, t. 4 sur Gallica, t. 5 sur Gallica, t. 6 sur Gallica.
- Épices et produits coloniaux, Paris, 1770 (lire en ligne sur Gallica).
- Atlas de l’Histoire des deux Indes (1772)
- Atlas portatif de l'histoire philosophique et politique, Paris, 1773 (lire en ligne).
- Tableau de l’Europe (supplément Histoire des deux Indes) (1774)
- Esprit et génie de Guillaume-Thomas Raynal (1777)
- Suppléments à l’Histoire des deux Indes (1780)
- Révolution de l’Amérique, Paris, 1781 (lire en ligne sur Gallica).Dès 1781, l’abbé Raynal, dans son ouvrage intitulé Des Révolutions en Amérique, publié à Londres, réclamait contre un préjugé trop puissant parmi les commandants des flottes françaises. À cette époque, l’escorte des navires était devenue pour les officiers de la marine royale une chose secondaire, une fonction indigne de leur rang et de leurs titres. « Officiers de marine, dit-il, vous vous croyez avilis de protéger, d’escorter le commerce ! Mais si le commerce n’a plus de protecteurs, que deviendront les richesses de l’État, dont vous demandez sans doute une part pour récompense de vos services ? Quoi, avilis en vous rendant utiles à vos concitoyens ! Votre poste est sur les mers comme celui des magistrats sur les tribunaux, celui de l’officier et du soldat de terre dans les camps, celui du monarque même sur le trône, où il ne domine de plus haut que pour voir de plus loin et embrasser d’un coup d’œil tous ceux qui ont besoin de sa protection et de sa défense. Apprenez que la gloire de conserver vaut encore mieux que celle de détruire. Dans l’antique Rome, on aimait aussi la gloire, cependant on y préférait l’honneur d’avoir sauvé un seul citoyen à l’honneur d’avoir égorgé une foule d’ennemis. »Portrait de Guillaume-Thomas Raynal ornant la troisième édition de l’Histoire des deux Indes.

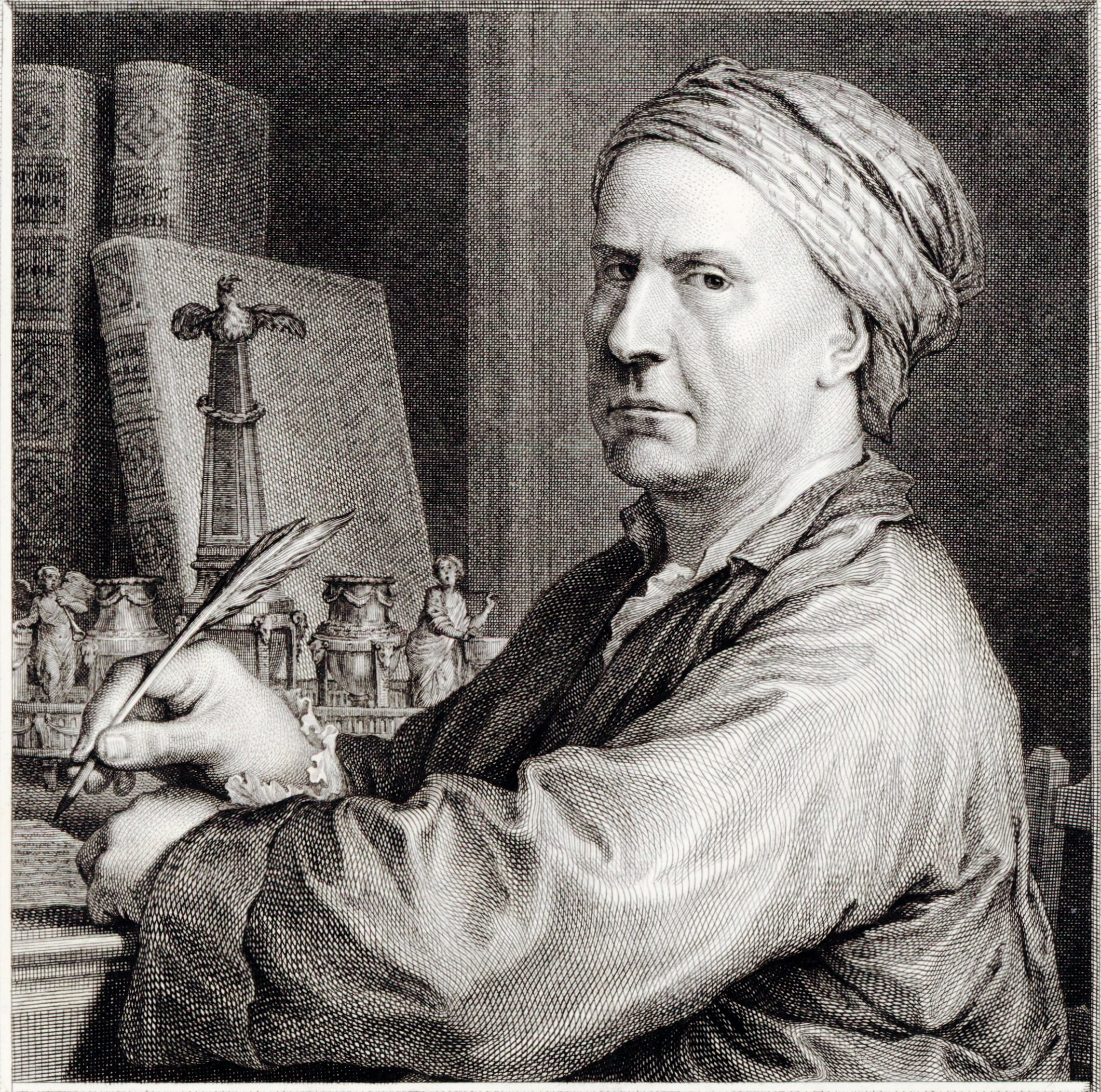
Portrait de Guillaume-Thomas Raynal ornant la troisième édition de l’Histoire des deux Indes.

- Lettre à l’auteur de la Nymphe de Spa (1781)
- Précis de l’Histoire philosophique (1782)
- Réponse à la Censure de la Faculté de Théologie (1782)
- abbé Hédouin, Esprit et génie de M. l’abbé Reynal, Paris, 1782 (lire en ligne sur Gallica).
- Considérations sur la paix en 1783 (1783)
- Histoire philosophique et politique des isles françoises (1784])
- Œuvres de M. l’abbé Raynal (1785)
- Essai sur l’administration de St Domingue (1785)
- Maximes des trois auteurs philosophes (1787)
- Tableau général du commerce de l’Europe (1787)
- Éloge d’Eliza Draper (attribué à Diderot, 1787)
- L’Abbé Raynal aux États-généraux, Paris, 1789 (lire en ligne sur Gallica).
- Lettre à S. M. Louis XVI (1789)
- Lettre à l’Assemblée nationale, 31 mai 1791 (1791)
- Extrait raisonné de l’Histoire des deux Indes (1791)
- Histoire abrégée de l’Histoire des deux Indes (1792)
- Abrégé de l’Histoire des deux Indes (1793)
- Histoire abrégée de l’Établissement des Européens (1797)
- Recueil de pensées (1802)
- Abrégé de l’Histoire des deux Indes à l’usage de la jeunesse (1810)]
- Le Raynal de la jeunesse (1821)
- Des Peuples et des gouvernements (1822)
- Histoire philosophique des Établissements dans l’Afrique septentrionale (1826)

## Hommages

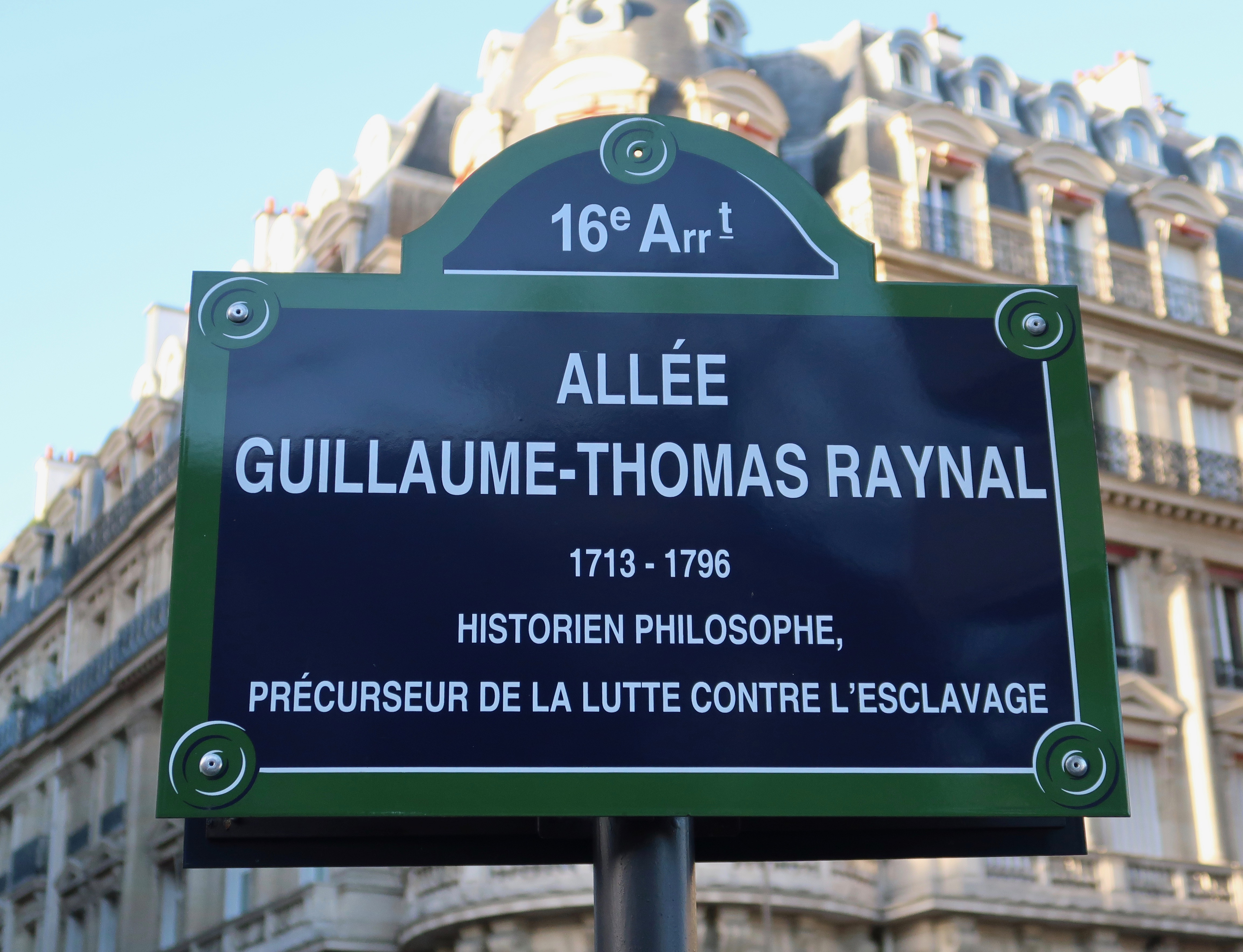
Plaque de l'allée de l'Abbé-Guillaume-Thomas-Raynal.

En 1996, la Société d'Étude Guillaume-Thomas Raynal organise les manifestations de son bicentenaire (décès), placées sous le patronage de l'UNESCO
En 2006, la Bibliothèque nationale de France accueille le colloque international « Raynal et ses réseaux », dont les actes sont publiés aux éditions Champion en 2011.
En 2008, le musée de la Révolution française organise une exposition temporaire sur l'abbé Raynal.
En 2013, la Société d'Étude Guillaume-Thomas Raynal organise les manifestations de son tricentenaire (naissance), placées sous le patronage de l'UNESCO et de l'Institut de France.
Le 18 mai 2018, la ville de Paris inaugure sur un tronçon de l'allée centrale de l'avenue du Président-Wilson l'« allée de l'Abbé-Guillaume-Thomas-Raynal » (16e arrondissement de Paris). Elle se trouve à la hauteur de l'ancien domicile de Raynal, 1 rue des Batailles (détruite lors du percement de l'avenue d'Iéna).
(11039) Raynal, astéroïde.

## Dans la culture
Dans un chapitre de son roman Ingénue (1853), Alexandre Dumas le cite dans les adhérents du Club Social (sic pour « Cercle Social »), très engagé dans le combat pour l'abolition de l'esclavage des Noirs.

## Liens